# Алена Вашкова
Алена Вашкова (чеськ. Alena Vašková; нар. 8 листопада 1975) — колишня чеська тенісистка.
Найвищу одиночну позицію світового рейтингу — 115 місце досягла 9 липня 2001, парну — 135 місце — 22 квітня 2002 року.
Здобула 8 одиночних та 11 парних титулів туру ITF.
Завершила кар'єру 2005 року.

## Фінали турнірів WTA

### Парний розряд: 1 (поразка)
| Результат | Дата     | Турнір                    | Покриття  | Партнерка       | Суперниці                           | Рахунок       |
| --------- | -------- | ------------------------- | --------- | --------------- | ----------------------------------- | ------------- |
| Поразка   | Вер 2001 | Tournoi de Québec, Канада | Килим (i) | Клара Коукалова | Саманта Рівз Адріана Серра-Дзанетті | 5–7, 6–4, 3–6 |

## Фінали ITF
| турніри $50,000 |
| турніри $25,000 |
| турніри $10,000 |

### Одиночний розряд: 14 (8–6)
| Результат | Ранг | Дата             | Турнір                       | Покриття   | Суперниця            | Рахунок          |
| --------- | ---- | ---------------- | ---------------------------- | ---------- | -------------------- | ---------------- |
| Поразка   | 1.   | 14 серпня 1994   | ITF Щецин, Польща            | Ґрунт      | Магдалена Гжибовська | 5–7, 2–6         |
| Поразка   | 2.   | 16 жовтня 1994   | ITF Бургдорф, Швейцарія      | Ґрунт      | Адріана Герші        | 4–6, 4–6         |
| Перемога  | 3.   | 23 жовтня 1994   | ITF Лангенталь, Швейцарія    | Ґрунт      | Анн-Софі Біттігоффер | 6–3, 7–6         |
| Поразка   | 4.   | 11 грудня 1994   | ITF Вітковиці, Чехія         | Тверде (i) | Ленка Ценкова        | 4–6, 7–5, 4–6    |
| Перемога  | 5.   | 27 серпня 1995   | ITF Валашке Мезиржичі, Чехія | Ґрунт      | Яна Мацурова         | 7–5, 5–7, 7–5    |
| Поразка   | 6.   | 18 серпня 1996   | ITF Вальшайд, Німеччина      | Ґрунт      | Магі Серна           | 2–6, 3–6         |
| Перемога  | 7.   | 9 листопада 1998 | ITF Біль, Швейцарія          | Килим (i)  | Зузана Ондрашкова    | 6–3, 6–1         |
| Перемога  | 8.   | 20 грудня 1998   | ITF Пругониці, Чехія         | Килим (i)  | Анка Барна           | 6–4, 6–3         |
| Перемога  | 9.   | 17 липня 2000    | ITF Пухгайм, Німеччина       | Ґрунт      | Ванесса Генке        | 6–1, 6–1         |
| Перемога  | 10.  | 25 вересня 2000  | ITF Верона, Італія           | Ґрунт      | Міхаела Паштікова    | 6–3, 6–0         |
| Перемога  | 11.  | 3 вересня 2000   | ITF Пльзень, Чехія           | Ґрунт      | Адрієнн Хегюдюш      | 5–4(7), 4–2, 4–1 |
| Поразка   | 12.  | 5 травня 2002    | ITF Кань-сюр-Мер, Франція    | Ґрунт      | Емілі Луа            | 5–7, 6–3, 4–6    |
| Поразка   | 13.  | 19 травня 2002   | ITF Щецин, Польща            | Ґрунт      | Юлія Бейгельзимер    | 6–2, 3–6, 3–6    |
| Перемога  | 14.  | 13 липня 2003    | ITF Дармштадт, Німеччина     | Ґрунт      | Лідія Штайнбах       | 6–3, 6–1         |

### Парний розряд: 19 (11–8)
| Результат | Ранг | Дата              | Турнір                     | Покриття   | Партнерка          | Суперниці                             | Рахунок            |
| --------- | ---- | ----------------- | -------------------------- | ---------- | ------------------ | ------------------------------------- | ------------------ |
| Поразка   | 1.   | 5 серпня 1991     | ITF Клагенфурт, Австрія    | Ґрунт      | Катержина Влчкова  | Івана Гаврлікова Павліна Райзлова     | 7–5, 2–6, 4–6      |
| Поразка   | 2.   | 14 червня 1993    | ITF Марибор, Словенія      | Ґрунт      | Маркета Штускова   | Мартіна Гаутова Ленка Немечкова       | 7–6(4), 1–6, 5–7   |
| Перемога  | 3.   | 22 серпня 1993    | ITF Щецин, Польща          | Ґрунт      | Домініка Горецька  | Анна Молл Ванесса Маттіс              | 6–4, 7–5           |
| Поразка   | 4.   | 29 серпня 1993    | ITF Грифіно, Польща        | Ґрунт      | Моніка Староста    | Александра Ольша Олена Татаркова      | 6–7(4), 6–4, 5–7   |
| Поразка   | 5.   | 13 вересня 1993   | ITF Задар, Хорватія        | Ґрунт      | Александра Ольша   | Сімона Недоростова Тяша Єзерник       | 6–3, 5–7, 4–6      |
| Перемога  | 6.   | 11 жовтня 1993    | ITF Бургдорф, Швейцарія    | Тверде (i) | Ленка Ценкова      | Жеральдін Донді Наталі Чан            | 1–6, 6–4, 6–3      |
| Перемога  | 7.   | 16 травня 1994    | ITF Катовиці, Польща       | Ґрунт      | Ленка Ценкова      | Нора Байчикова Зузана Немшакова       | w/o                |
| Поразка   | 8.   | 13 червня 1994    | ITF Простейов, Чехія       | Ґрунт      | Ленка Ценкова      | Мартіна Гаутова Моніка Кратохвілова   | 4–6, 2–6           |
| Перемога  | 9.   | 29 серпня 1994    | ITF Бад-Наугайм, Німеччина | Ґрунт      | Рената Кохта       | Євгенія Куликовська Наталія Немчинова | 6–3, 1–6, 6–4      |
| Поразка   | 10.  | 26 вересня 1994   | ITF Братислава, Словаччина | Ґрунт      | Лібуше Прушова     | Мілена Неквапілова Мартіна Шпачкова   | 6–7(6), 3–6        |
| Перемога  | 11.  | 14 липня 1996     | ITF Пухгайм, Німеччина     | Ґрунт      | Ева Мартінцова     | Сабіне Гас Павліна Райзлова           | 6–2, 5–7, 6–1      |
| Перемога  | 12.  | 12 серпня 1996    | ITF Ломар, Німеччина       | Ґрунт      | Яна Поспішилова    | Міхаела Паштікова Їтка Схенфельдова   | 6–7(1), 6–3, 6–3   |
| Перемога  | 13.  | 24 листопада 1996 | ITF Нуріоотпа, Австралія   | Тверде     | Ева Мартінцова     | Рейчел Макквіллан Кіррілі Шарп        | 6–3, 6–4           |
| Перемога  | 14.  | 1 вересня 1997    | ITF Ольштин, Польща        | Ґрунт      | Яна Ондроухова     | Домініка Ольшевська Рената Кучерова   | 6–2, 6–3           |
| Перемога  | 15.  | 13 жовтня 1997    | ITF Сен-Рафаель, Франція   | Тверде (i) | Гана Шромова       | Зузі Лорманн Керстін Марент           | 6–3, 6–3           |
| Перемога  | 16.  | 9 листопада 1998  | ITF Боссонан, Швейцарія    | Тверде (i) | Зузана Гейдова     | Дая Беданова Зузана Ондрашкова        | 6–4, 7–6(5)        |
| Поразка   | 17.  | 5 грудня 1999     | ITF Порт-Пірі, Австралія   | Тверде     | Ева Мартінцова     | Керрі-Енн Г'юз Ліза Макші             | 4–6, 1–6           |
| Перемога  | 18.  | 8 жовтня 2000     | ITF Макарська, Хорватія    | Ґрунт      | Ева Мартінцова     | Мая Палавершич Мая Матевжич           | 4–2, 4–1, 2–4, 4–2 |
| Поразка   | 19.  | 9 жовтня 2000     | ITF Пльзень, Чехія         | Ґрунт (i)  | Габріела Хмелінова | Ева Крейчова Гелена Вілдова           | 3–5, 1–4, 2–4      |